# Women Who Code
Women Who Code (también conocida en español como Women Who Code) fue una organización internacional sin fines de lucro. Su objetivo era oportunidades a las mujeres para sobresalir en carreras de tecnología y programación mediante la creación de una comunidad y una bolsa de empleo. La última directora fue Alaina Percival.
Las actividades involucraban entrenamiento, evaluaciones profesionales, reuniones, becas y talleres, además de mentorías. En el 2013 la organización se triplicó y llegó a ser una de la mayores comunidades del mundo de mujeres en ingeniería. Para el 2018 la organización había realizado más de 7,000 eventos gratuitos alrededor del mundo y reunió 137,000 personas asociadas en más de 20 países y 60 ciudades.

## Historia
En el 2011 se creó Women Who Code y en el año 2014 se registró como organización sin fines de lucro. Desde su creación envía el boletín semanal conocido como CODE Review que incluye grupos de estudio, noches de hackatón, desarrollo profesional y de liderazgo, así como eventos y charlas enfocadas en la industria tecnológica. Invita a personas expertas, así como a posibles inversionistas.
Desde su fundación los eventos que ha organizado obtuvieron respaldo por parte de empresas como Google, Zendesk, VMWare, KPCB, Capital One, Nike, Yelp y muchos más. En el 2016, Women Who Code se convirtió en una compañía de capital semilla, conocida como Compañía Y.
En abril de 2024, anunciaron su cierre definitivo de manera inesperada.

## Actividades
Las actividades de Women Who Code incluyen:
- Grupos de estudio técnicos para aprender lenguajes de programación (Ruby, Javascript, iOS, Android, Python, Algoritmos)
- Conexiones entre asociadas con expertos en tecnología e inversionistas
- Desarrollo y mentoría de carreras en tecnología y liderazgo
- Incremento de participación de las mujeres como conferencistas[11] y juezas en conferencias y hackatones
- Incremento de participantes en la comunidad tecnológica